# Linha do tempo de ataques bombardas à aviões
Esta é uma lista cronológica de ataques bombardas aéreos. Somente explosões por bombas devem entrar nessa lista. Algumas ocorrências não apresentam evidências concretas e podem ter sido causadas por ataques bombardas ou não. Algumas são simplesmente especulações e teorias e outras apresentam nomes dos culpados pelo atentado.

## Lista de incidentes
| Data                    | Voo ou Incidente                                                   | Descrição | Casualidades                                          |
| ----------------------- | ------------------------------------------------------------------ | --- | ----------------------------------------------------- |
| 17 de Novembro de 1912  | Bleriot Bleriot-XI-2                                               | Bleriot Bleriot-XI-2 com Giovanni Sabelli e major Vasil Zlatarov a bordo realizando o primeiro ataque aéreo militar. | Desconhecidas                                         |
| 10 de Outubro de 1933   | Colisão da United Airlines                                         | Um Boeing 247 foi destruído por uma bomba, com nitroglicerina como o provável agente explosivo. Uma morte de uma gangue de Chicago foi suspeitada, mas o caso continua não resolvido. É considerado o primeiro ato provado de sabotagem de uma aeronave em um avião comercial. | 7                                                     |
| 9 de Setembro de 1949   | Bombardeio da Canadian Pacific Airlines                            | Joseph-Albert Guay colocou uma bomba feita de dinamite em uma bagagem carregada por sua esposa. A explosão ocorreu depois da decolagem, levando a morte de todos os 19 passageiros e 4 membros da tripulação no Douglas DC-3. Guay foi julgado e sentenciado a morte por enforcamento em 12 de Janeiro de 1951. | 23                                                    |
| 11 de Abril de 1955     | Princesa Kashmir                                                   | Uma aeronave da Air India Lockheed L-749 Constellation levando delegados para a Conferência de Bandung foi bombardeada em uma tentativa sem sucesso de assassinar o proeminente líder chinês, Zhou Enlai | 16                                                    |
| 1 de Novembro de 1955   | Voo 629 da United Airlines                                         | Jack Gilbert Graham colocou uma bomba contendo dinamite em uma mala carregada por sua mãe. A explosão e a queda matou todos os 39 passageiros e 5 membros da tribulação. | 4                                                     |
| 16 de Novembro de 1959  | Voo 967 da National Airlines                                       | Uma aeronave Douglas DC-6 desapareceu do radar em cima do Golfo do México, 10 corpos de escombros espalhados foram recuperados, mas os destroços principais nunca foram encontrados. Há uma especulação que o avião caiu por uma bomba; outra teoria é que um criminoso condenado enganou outro homem a embarcar em seu lugar com a bagagem contendo uma bomba, para que sua esposa pudesse coletar seu seguro de vida. Nenhuma causa provável para a queda foi encontrada.                                                                                   | 42                                                    |
| 6 de Janeiro de 1960    | Voo 2511 da National Airlines                                      | Um Douglas DC-6 voando de Nova Iorque para Miami explodiu e caiu na Carolina do Norte, matando todos a bordo. Passageiro Julian Frank, que estava sendo investigado por executar uma fraude de caridade e estava fortemente perseguido, é suspeito de detonar uma bomba de dinamite. | 34                                                    |
| 10 de Maio de 1961      | Voo 406 da Air France                                              | Um Lockheed L-1649 Starliner voando de Chade para França sofreu uma explosão e perde dos sistemas de controle da cauda do avião na Argélia, matando todos a bordo. Acredita-se que a explosão foi causada por uma bomba de nitrocelulose, possivelmente visando oficiais da República Centro-Africana. | 78                                                    |
| 22 de Maio de 1962      | Voo 11 da Continental Airlines                                     | Um Boeing 707 explodiu na prixmidade de Centerville, Iowa, Estados Unidos. Investigadores determinaram que um dos passageiros, Thomas G. Doty, trouxe uma bomba a bordo da aeronave depois de comprar um seguro de vida. Este foi o primeiro bombardeio em voo de um avião a jato. | 45, sendo que 1 morreu logo após a chegada do resgate |
| 8 de Julho de 1965      | Voo 21 da Canadian Pacific Air Lines                               | CP 21 estava em um voo doméstico programado de Vancouver, British Columbia, Canadá, para Whitehorse, Yukon, Canadá via Príncipe George, Fort St. John, Fort Nelson e o Lago Watson na quinta-feira, 8 de Julho de 1965. O avião Douglas DC-6B caiu perto da 100 Mile House, British Columbia, tomando a vida de todos os 52 a bordo. Um inquérito determinou que a explosão foi resultado de uma bomba, mas desde então, o crime continua não resolvido. | 52                                                    |
| 22 de Novembro de 1966  | Voo da Aden Airways colide em Wadi Rabtah (no Iêmen)               | Um VR-AAN registrado como DC-3 caiu em Wadi Rabtah durante a rota até Aden, Iêmen. Investigações determinaram que a bomba foi implantada para matar Amir Mohammed bin Said, Primeiro Ministro de Wahidi (agora parte do Iêmen), por seu filho Ali que queria o sucedir como Amir. | 30                                                    |
| 12 de Outubro de 1967   | Voo 284 da Cyprus Airways                                          | Um de Havilland Comet da British European Airways estava voando entre a Grécia e Chipre até que quebrou e colidiu, matando todos a bordo. A causa não fora determinada, mas traços de um explosivo militar de plástico foram achados em uma almofada de assento. Acredita-se que o propósito da bomba era assassinar o general grego em comando do exército cipriota que estaria abordo, porém que foram cancelados um pouco antes do voo. | 66                                                    |
| 21 de Fevereiro de 1970 | Voo 330 da Swissair                                                | Um Convair CV-990 saindo de Zürich sofreu uma explosão, saindo fumaça da cabine e perda de energia elétrica, colidindo então e matando todos abordo. Investigadores determinaram que uma bomba ativada através de um barômetro foi detonada no compartimento de carga traseiro. A Frente Popular para a Libertação da Palestina - Comando Geral adquiriu responsabilidade, mas Reuters reportaram que o grupo negou envolvimento no caso. No mesmo dia, uma bomba explodiu abordo de um Caravelle após a saída de Frankfurt; o avião aterrisou com segurança. | 47                                                    |
| 21 de Abril de 1970     | Voo 215 da Philippine Airlines                                     | Um voo doméstico das Filipinas em um Hawker Siddeley 748 explodiu e caiu, matando todos a bordo. Investigadores concluiram que uma bomba no lavatório explodiu e separou a cauda do resto da aeronave. | 36                                                    |
| 10 de Outubro de 1971   | Voo 773 da Aeroflot                                                | Brevemente após a saída de Vnukovo, um Tu-104 sofreu uma explosão que atingiu o lado esquerdo da fuselagem. O avião perdeu o controle, explodiu e caiu, matando todos a bordo. Uma bomba foi implantada no chão da cabine, entre a parede da cabina e um assento perto da fuselagem. | 25                                                    |
| 26 de Janeiro de 1972   | Voo 367 da JAT                                                     | Um Douglas DC-9 explodiu no ar e colidiu perto de Srbská Kamenice, Tchecoslováquia (atual República Tcheca), matando todos abordo menos a aeromoça Vesna Vulović. Investigações determinaram que uma bomba caseira foi colocada na carga fronteira carrega por terroristas croatas. | 27                                                    |
| 15 de Junho de 1972     | Voo 700Z da Cathay Pacific                                         | Um Convair 880 voando a 29,000 pés (8,800m) explodiu e se dispersou em Pleiku, Vietnã do Sul, matando todos a bordo. Investigações revelaram que uma bomba, escondida em uma caixa de cosméticos colocada de baixo de um assento, derrubou a aeronave. Um policial tailandês, cuja noiva e sua filha estavam a bordo, foi suspeitado de colocar a bomba. Ele foi condenado, mas foi absolvido por falta de evidência. | 81                                                    |
| 24 de Abril de 1973     | Sequestro de Aeroflot em Abril de 1973.                            | Um Aeroflot Tu-104 partiu de Leningrad quando uma tentativa de sequestro aconteceu. O sequestrador queria fugir para a Suécia. A tripulação fez um pouso de emergência, voltando para Leningrad. Enquanto no chão, um engenheiro de voo tentou desarmar o sequestrador. A bomba detonou e matou os dois. | 2                                                     |
| 18 de Maio de 1973      | Voo 109 de Aeroflot                                                | Um Aeroflot Tu-104 voando de Irkutsk para Chita foi sequestrado e demandado a ir para a China. A bomba do sequestrador detonou e o avião caiu perto do lago Baikal, matando todos a bordo. | 82                                                    |
| 8 de Setembro de 1974   | Voo 841 de TWA                                                     | Um Boeing 707 caiu no mar Jônico depois da decolagem de Atenas, matando todos a bordo. Investigadores determinaram que uma bomba no porão de cara causou falhas estruturais e do sistema de controle, fazendo assim o avião parar e cair. | 88                                                    |
| 1 de Janeiro de 1976    | Voo 438 da Middle East Airlines                                    | Uma bomba detonou no compartimento de carga fronteiro em um Boeing 720B a caminho de Beirut, Líbano para Dubai. O avião quebrou e caiu, matando todos a bordo. Os bombardeiros nunca foram identificados. Líbano estava enfrentando uma guerra civil no momento. | 81                                                    |
| 6 de Outubro de 1976    | Voo 455 da Cubana de Aviacíon                                      | Um Douglas DC-8 sofreu duas explosões de bombas logo após a decolagem de Barbados, causando um incêndio, despressurização, e enfim a perda dos sistemas de controle. O avião caiu, matando todos a bordo. Exilados cubanos antiCastro ligados à CIA na Venezuela foram condenados. | 73                                                    |
| 12 de Dezembro de 1981  | Bombardeio de um Aeronica YN-BXW no aeroporto da Cidade do México. | Um Aeronica Boeing 727 estava passando por verificações antes da partida no aeroporto da Cidade do México, quando uma bomba explodiu na cabine dos passageiros, fazendo um buraco na fuselagem. A bomba foi programada para explodir no meio do voo, mas por causa de um atraso de 50 minutos, ela explodiu pouco antes de 150 passageiros estarem prestes a embarcar. | 3 passageiros e 1 tripulante terrreste foram feridos. |